# Phare de Crookhaven
Le phare de Crookhaven est un phare situé à dans l'entrée du port de Crookhaven, en mer Celtique, au sud de Schull dans le comté de Cork (Irlande).
Il est géré par les Commissioners of Irish Lights.

## Histoire
C'est une tour en maçonnerie de 14 m de haut avec une lanterne sur galerie peinte en blanc construite en 1843 sous l'autorité de Trinity House de Londres. C'est un phare de port qui émet un éclair de 2 secondes toutes les 8 secondes, blanc ou rouge selon la direction, depuis décembre 1964.
Les maisons de gardien attenantes sont désormais disponibles pour des locations de vacances. Il est érigé au bout d'une péninsule nommé Rock Island Point sur le côté nord de l'entrée du port. Le site est visitable mais le phare est fermé.